# 长青街道 (长春市)
长青街道，是中华人民共和国吉林省长春市二道区下辖的一个乡镇级行政单位。

## 行政区划
长青街道下辖以下地区：
长青村。